# Azzedine Laraki

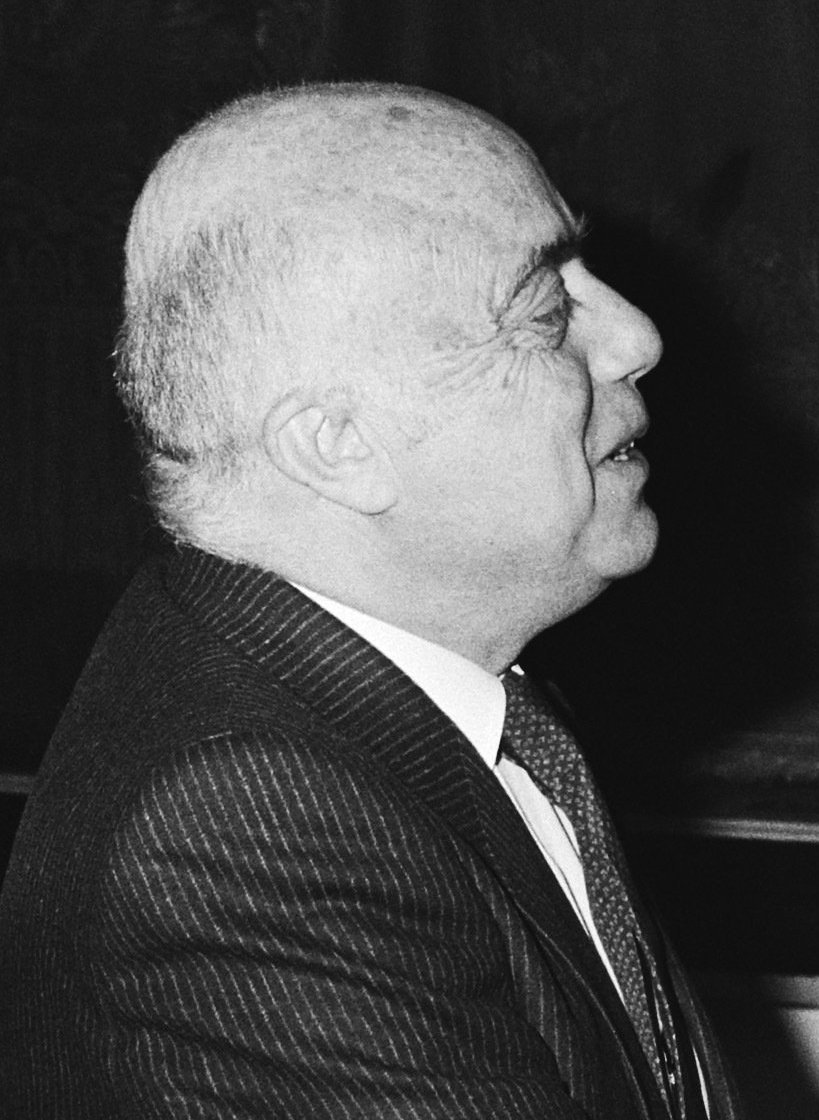
Laraki (1983)

Azzedine Laraki (Arabisch: عز الدين العراقي, ʿIzzu d-Dīn al-ʿArāqī) (Fez, 1 mei 1929 – Rabat, 1 februari 2010) was een Marokkaans politicus.
Laraki was van 1977 tot 1986 minister van onderwijs en daarna, van 30 september 1986 tot 11 augustus 1992, eerste minister van Marokko.
In 1997 werd hij secretaris-generaal van de Organisatie voor Islamitische Samenwerking. Deze functie vervulde hij tot 2000.